# Hedyotis novoguineensis
Hedyotis novoguineensis är en måreväxtart som beskrevs av Elmer Drew Merrill och Lily May Perry. Hedyotis novoguineensis ingår i släktet Hedyotis och familjen måreväxter. Inga underarter finns listade i Catalogue of Life.